# Gradina (planina u Crnoj Gori)
Gradina je planina na granici Srbije i Crne Gore, između gradova Priboja i Pljevlja. Njegov najviši vrh Bandjer je na nadmorskoj visini od 1446 m.